# Roberto Meloni
Roberto Meloni, né le 20 février 1981, est un judoka italien évoluant dans la catégorie des moins de 90 kg (poids moyens) depuis 2005. Le judoka se met en évidence dans les catégories juniors en remportant notamment deux titres de vice-champion du monde et d'Europe. S'illustrant dans la catégorie des moins de 81 kg, il décroche par la suite la médaille d'or lors des Jeux Méditerranéens en 2001 puis monte sur son premier podium européen en seniors l'année suivante.
En 2004, il dispute ses premiers Jeux olympiques mais est éliminé dès le second tour du tableau principal et du tableau de repêchages. Après l'événement olympique, il change de catégorie en passant en moins de 90 kg. Dès l'année suivante, il obtient de bons résultats en devenant notamment vice-champion d'Europe avant d'obtenir deux nouvelles médailles de bronze dans la compétition européenne en 2006 et 2007. Lors des Mondiaux 2007 de Rio de Janeiro, l'Italien remporte la médaille de bronze, sa première à ce niveau. Seulement battu en demi-finale par le futur champion du monde Irakli Tsirekidze, il monte sur la troisième marche du podium en battant le Néerlandais Mark Huizinga lors du combat pour la troisième place.

## Palmarès

### Championnats du monde
- Championnats du monde 2007 à Rio de Janeiro (Brésil) :
  -  Médaille de bronze dans la catégorie des moins de 90 kg (poids moyens).

### Championnats d'Europe
| Catégorie / Année                | 2002 | 2005 | 2006 | 2007 |
| -------------------------------- | ---- | ---- | ---- | ---- |
| moins de 81 kg (poids mi-moyens) | 3e   | -    | -    | -    |
| moins de 90 kg (poids moyens)    | -    | 2e   | 3e   | 3e   |

### Divers
- Jeux Méditerranéens :
  -  Médaille d'or lors Jeux Méditerranéens 2001 de Tunis (Tunisie).

- Tournoi de Hambourg :
  -  Vainqueur en 2006.

- Tournoi de Varsovie :
  -  Vainqueur en 2011.

- Par équipes :
  -  Vice-champion du monde par équipes en 2002 à Bâle (Suisse).

- Juniors :

| Niveau          | Événement      | 1997 | 1998 | 1999 | 2000 |
| --------------- | -------------- | ---- | ---- | ---- | ---- |
| Juniors -20 ans | Chpts du monde | -    | 5e   | -    | 2e   |
| Juniors -20 ans | Chpts d'Europe | 2e   | 5e   | 5e   | -    |